# Margaret Crowley
Margaret Crowley, född 24 maj 1967, är en australisk friidrottare. Hon deltog vid olympiska sommarspelen 1996 och olympiska sommarspelen 2000.